# Tourismus in Frankreich

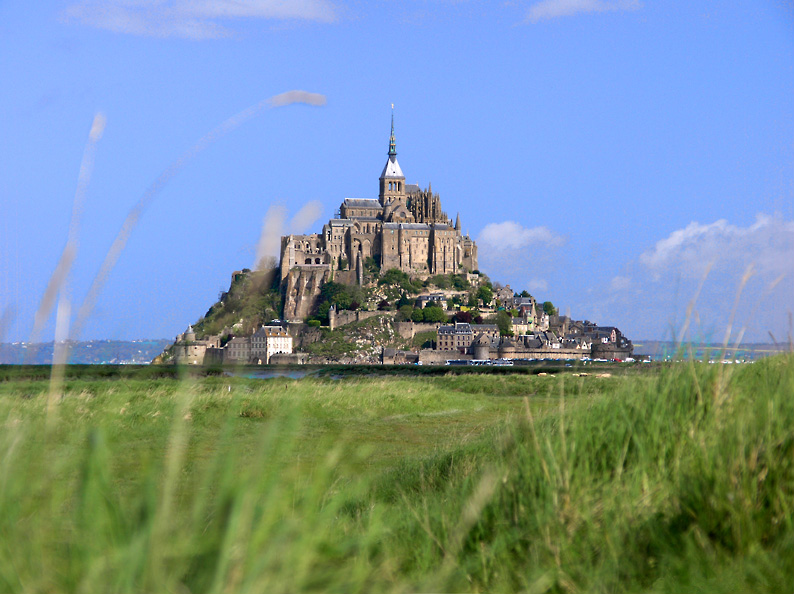
Die Abtei Mont Saint Michel ist ein UNESCO-Welterbe.

Der Tourismus in Frankreich spielt eine wichtige wirtschaftliche Rolle. Rund eine Million Menschen arbeiten im Tourismussektor; dort werden rund zehn Prozent des Bruttosozialproduktes erwirtschaftet. Frankreich galt 2019 mit 90 Millionen ausländischen Besuchern als das bedeutendste Touristenziel der Welt. Paris und sein Umland, die Île-de-France, die Mittelmeerküste (z. B. Côte d’Azur) und die französischen Alpen sind wichtige Urlaubsregionen. Im Jahr 2019 hatte das Land 45 UNESCO-Welterbestätten. Etwa 14 Prozent der ausländischen Besucher 2019 waren Briten, und über 13 Prozent Deutsche. Zwei Drittel der Einnahmen wurden mit inländischen Besuchern erzielt. 2019 brachten ausländische Touristen dem Land Einnahmen von mehr als 70,7 Milliarden US-Dollar.
Im Travel and Tourism Competitiveness Report 2019 des World Economic Forum, das die Leistungsstärke eines Landes in Bezug auf den Tourismus misst, belegt Frankreich Platz 2 von 140 Ländern.

## Geschichte des Tourismus in Frankreich

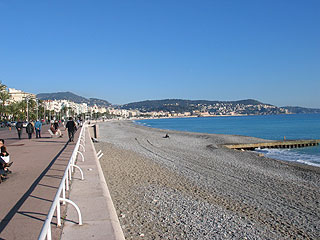
Die Promenade des Anglais in Nizza

Erster bedeutender Fremdenverkehrsort war Hyères an der Mittelmeerküste zwischen Marseille und Nizza. Reiche Engländer kamen ab etwa 1750 als Kurgäste für einige Wochen im Winter. Die 1822 in Nizza angelegte breite Uferstraße trägt noch heute den Namen Promenade des Anglais („Engländerpromenade“). Auch wohlhabende Russen kamen, manche ab 1896 mit dem Wien-Nizza-Cannes-Express.
Nach dem Ersten Weltkrieg begann der Sommertourismus an den Küsten. Der Inlandstourismus nahm ab 1936 zu, als die Gewerkschaften in den Matignon-Verträgen den Anspruch auf einen zweiwöchigen Erholungsurlaub durchsetzen konnten.
Nach den ersten Olympischen Winterspielen 1924 in Chamonix wurden die Skigebiete in Frankreich entwickelt; der Wintersport nahm zu.
Nach dem Zweiten Weltkrieg kauften viele Franzosen Zweitwohnungen, um sie selbst zu nutzen oder zu vermieten. Binnenmigranten versuchten, im Heimatort ein Haus oder eine Wohnung zu behalten. Noch heute urlauben 90 Prozent der Franzosen im eigenen Land.
In den 1950er-Jahren „erfanden“ Franzosen den Cluburlaub und gründeten den Club Med. Große Appartementblocks wurden am Meer, z. B. in La Grande-Motte, und in den Bergen, zum Beispiel bei Tignes oder La Plagne, gebaut.
Folgende Tabelle gibt Überblick über die Entwicklung der Anzahl der Ankünfte von internationalen Gästen seit dem Jahre 1995. Als internationale Gäste zählen alle Personen, die aus dem Ausland anreisen und mindestens einmal im Land übernachten. Angegeben sind zudem die getätigten Ausgaben dieser Gäste (gerechnet in US-Dollar).
| Jahr | Anzahl inter- nationale Gäste | Einnahmen in Mrd. USD |
| ---- | ----------------------------- | --------------------- |
| 1995 | 60.033.000                    | 31,295                |
| 2000 | 77.190.000                    | 38,534                |
| 2005 | 74.988.000                    | 52,139                |
| 2010 | 76.647.000                    | 56,187                |
| 2011 | 80.499.000                    | 66,087                |
| 2012 | 81.980.000                    | 64,000                |
| 2013 | 83.634.000                    | 66,060                |
| 2014 | 83.701.000                    | 67,382                |
| 2015 | 84.452.000                    | 66,419                |
| 2016 | 82.570.000                    | 62,965                |
| 2017 | 86.861.000                    | 69,894                |

## Reiseziele

### Paris
In Paris bzw. seinem Umland liegen die neun meistbesuchten touristischen Ziele des Landes. Hier vermischen sich Geschäfts- und Kulturtourismus: Louvre, Eiffelturm und das Centre Georges Pompidou zählen zu den meistbesuchten Sehenswürdigkeiten; die meisten Besucher landesweit hat das östlich von Paris gelegene Disneyland Paris; ebenfalls in der Region Île-de-France liegt das Schloss Versailles. Das Musée d’Orsay ist in einem früheren Bahnhof untergebracht. 
Paris bietet Hotelpaläste wie das Hôtel Ritz, das Hôtel de Crillon oder das Hôtel Lutetia, daneben Museen, Kirchen, Opernhäuser, Theater, Revues und große Konzertgebäude. Hier ruhen Prominente auf dem Père-Lachaise-Friedhof; Messen und Modenschauen finden statt, im Mai/Juni das French Open. Die höchste Wertschöpfung erreicht die Stadt durch Besucher aus Japan und der arabischen Halbinsel.

### Französische Provinz
Küste: Frankreich hat eine Küstenlänge von etwa 3120 Kilometern. Vielerorts gibt es im Sommer Badetourismus. Vielbesucht ist die Mittelmeerküste (und Korsika); auch in der Bretagne, der Normandie und an der Atlantikküste (der südliche Teil heißt Biskaya) gibt es Orte, die Badende und Wassersportler (z. B. Surfer und Segler) anlocken.
Orte mit historischer Bedeutung: Geschichtlich Interessierte können zum Beispiel etwa 400 Schlösser der Loire besuchen. Die Höhle von Lascaux in Aquitanien steht für die Anfänge menschlicher Besiedelung. Das Beinhaus von Douaumont und viele andere Gedenkstätten in der Region Lothringen um Verdun erinnern an den Ersten Weltkrieg. Hunderte deutsche Soldatenfriedhöfe beider Weltkriege werden vom Volksbund Deutsche Kriegsgräberfürsorge gepflegt. Es gibt die Wege der Erinnerung an Schlachten des Ersten Weltkrieges; vier Routen sind markiert. Menschen mit Interesse an der Römerzeit kommen nach Alesia in Burgund, 
weitere bedeutende römische Bauten stehen in Orange, in Arles oder im Südwesten der Pont du Gard, in Guédelon in Burgund wird eine Burg mit den Mitteln des Mittelalters wiederaufgebaut. Ein weiteres Ziel für diese Zeit sind die Katharerburgen im Languedoc-Roussillon.
Die Zeit des Zweiten Weltkrieges wird lebendig in der U-Boot-Reparaturwerft Brest am Atlantik; verschiedene Küstenorte in der Normandie erinnern an die alliierte Landung in der Normandie, die Operation Overlord, etwa Omaha Beach. Weitere Ziele der Militärgeschichte sind der Atlantikwall und die Maginot-Linie.
Auf den Spuren von Napoleon Bonaparte gelangen Besucher zu seinem Geburtshaus nach Ajaccio auf Korsika, in sein westlich von Paris gelegenes Schloss Malmaison und zu seinem Sarkophag im Invalidendom.
Technik: Eisenbahnfreunde können die Korsische Schmalspurbahn oder die Touristenbahn im Cotentin entdecken. Wer sich für Luftfahrt interessiert, kann das Musée de l’air et de l’espace bei Paris besichtigen.
Kunst und Kultur: Wer sich für Malerei interessiert, kann das Atelier von Claude Monet in Giverny in der Normandie besuchen oder auf den Spuren von Pablo Picasso nach Antibes fahren. Auch das Festival von Avignon lockt Besucher an. Cineasten fahren zu den Internationalen Filmfestspielen von Cannes oder nach Deauville zum Festival des amerikanischen Films.
Sport: Wer das Rafting liebt, kann in die Verdonschlucht fahren. Seit 1903 begeistert die Tour de France während dreier Wochen im Juli die Nation. Die Armada Rouen findet alle fünf Jahre statt und zieht Fans von Großseglern an.
Für den Winter sind die Listen der Skigebiete und der Langlaufloipen bedeutsam. 
Medizintourismus: Kururlauber nutzen die Möglichkeiten zur Thalassotherapie.
Rucksacktourismus: Es gibt hunderttausende Campingplätze, insbesondere am Mittelmeer.
Fahrten mit Hausbooten sind auf dem 240 Kilometer langen Canal du Midi und auf weiteren 8000 Kilometern Wasserwegen möglich; ein Motorboot-Führerschein ist nicht nötig.
Pilger: Lourdes an der französisch-spanischen Grenze ist einer der weltweit meistbesuchten Wallfahrtsorte.
Die Wege der Jakobspilger in Frankreich führen unter anderem über die Via Podiensis, die Via Turonensis und die Via Tolosana.
Schließlich gibt es rund 600 Lokale, die einen, zwei oder drei Sterne im Guide Michelin haben. Gourmets besuchen Lokale wie das von Paul Bocuse. In Frankreich wird viel Wein angebaut, etwa im Bordelais oder im Beaujolais; Champagner kann in der Champagne kennengelernt werden.